# 인타오
인타오(중국어: 殷桃, 병음: Yīn Táo, 한자음: 은도, 1979년 12월 6일 ~ )는 중화인민공화국의 배우이다.
충칭시에서 태어났다.

## 방송
- 애정적변강
- 대송전기지조광윤
- 아위인손당북표
- 온주일가인
- 시상녀편집

## 영화
- 대송전기지조광윤 (2015년)
- 아위인손당북표 (2015년)
- 폴리스 스토리 2014 (2013년) - 난난 역
- 온주일가 (2012년)
- 오늘 내일 (2012년)
- 시상녀편집 (2012년)
- 아화로마일기가 (2012년)
- 연안애정 (2011년)
- 양귀비비사 (2010년)
- 창궁의 묘 (2010년) - 미세스 천 역
- 애료산료 (2007년)